# پری انگ
پری انگ (انگلیسی: Perry Ng؛ زادهٔ ۲۷ آوریل ۱۹۹۶) بازیکن فوتبال اهل بریتانیا است.
از باشگاه‌هایی که در آن بازی کرده‌است می‌توان به باشگاه فوتبال کرو آلکساندرا و باشگاه فوتبال هاید اشاره کرد.